# Fort Covington Hamlet
Fort Covington Hamlet – jednostka osadnicza w Stanach Zjednoczonych, w stanie Nowy Jork, w hrabstwie Franklin.